# Odeon (bygning)
 For alternative betydninger, se Odeon. (Se også artikler, som begynder med Odeon)
Odeon (fra Oldgræsk ᾨδεῖον, Ōideion, bogstaveligt "syngested", eller "bygning for musikkonkurrencer"; fra ordet ἀείδω, aeidō, "jeg synger", som også er stammen af ᾠδή, ōdē,  "ode", og ἀοιδός, aoidos, "sanger") er navnet på flere af græske og romerske bygninger bygget med tanke på musikudøvelse, såsom sangøvelser, musikalske forestillinger, poesikonkurrencer og lignende.

## Beskrivelse
Odeon-bygningerne blev konstrueret efter samme princip som oldtidens græske teatre, men i sammenligning dog kun med en fjerdedel størrelse og blev, af hensyn til akustikken, bygget med tag. Prototypen på et odeon var Perikles' Odeon (Odeon i Athen), en bygning overvejende udført i træ, ned mod den sydlige skråning af Akropolis i Athen.
| Kunst og kultur | Spire Denne artikel om scenekunst og teater er en spire som bør udbygges. Du er velkommen til at hjælpe Wikipedia ved at udvide den. |